# Estación de Peñota (Cercanías Bilbao)
Peñota es un apeadero ferroviario situado en el municipio español de Santurce, en la provincia de Vizcaya, comunidad autónoma del País Vasco y colindante con el municipio de Portugalete. Forma parte de la línea C-1 de la red de Cercanías Bilbao operada por Renfe.

## Situación ferroviaria
La estación se encuentra en el punto kilométrico 12,9 de la línea férrea de ancho ibérico que une Bilbao con Santurce, a 10 metros de altitud.

## Historia
El 27 de septiembre de 1888 con la apertura al tráfico del tramo Portugalete-Baracaldo se abrió en su totalidad la línea férrea Bilbao-Portugalete cuya construcción quedó a cargo de la Compañía del Ferrocarril de Bilbao a Portugalete. En 1926, dicho trazado fue prolongado dando lugar a dos nuevas paradas, la de Peñota y la de Santurce. En 1941, con la nacionalización del ferrocarril en España, el recinto pasó a depender de RENFE. 
Desde el 31 de diciembre de 2004, Adif es la titular de las instalaciones. 

## Servicios ferroviarios

### Cercanías
Los trenes de la línea C-1 de la red de Cercanías Bilbao que opera Renfe tienen parada en la estación. Entre semanas la frecuencia media es de un tren cada veinte-treinta minutos.
| procedencia/destino | < estación  | Línea | estación > | destino/procedencia |
| ------------------- | ----------- | ----- | ---------- | ------------------- |
| Bilbao Abando       | Portugalete |       | Santurce   | Santurce            |